# Spasticiteit en spasme
Een spasme is een snelheidsafhankelijke overdreven weerstand die wordt veroorzaakt door een reflex via met name de peesreksensoren in een spier. Deze peesreksensoren registreren dat een spier plots langer wordt waarna, door middel van directe stimulatie, zenuwcellen in het ruggenmerg via een motorische zenuw  zorgen dat de spier zich weer verkort. Deze reflex wordt normaliter vanuit de hersenen via lange banen in het ruggenmerg geremd zodat ze niet overdreven werken en daardoor bewuste (aangestuurd vanuit de hersenen) bewegingen kunnen tegenwerken. Bij schade van de hersenen (bij bijvoorbeeld een beroerte) of ruggenmerg (bij bijvoorbeeld een dwarslaesie) wordt deze reflex onvoldoende geremd waardoor een overdreven reactie optreedt. Deze spasmes leiden tot spasticiteit, een verhoogde spiertonus (rustspierspanning) waardoor het normale bewegen van bijvoorbeeld een arm, naast een gedeeltelijke verlamming, parese genaamd, bemoeilijkt wordt. In sommige gevallen echter zijn spasmen ook beperkt nuttig omdat ze door de verhoogde spierspanning zorgen dat een gedeeltelijk verlamd been of arm toch nog een steunfunctie kan hebben. Mensen staan dan op hun spasme.
Spasticiteit ontstaat niet alleen bij een aangeboren, of tijdens de geboorte opgetreden, hersenbeschadiging  ("hersenverlamming"), maar kan ook na een later verworven dwarslaesie of hersenbeschadiging zoals een beroerte, hersenkneuzing of multiple sclerose ontstaan.

## Behandeling
De arts die het meeste verstand heeft van de diagnostiek en behandeling van spasticiteit en spasmen is de revalidatiearts. Een huisarts kan direct verwijzen naar een revalidatiearts. Nadat deze het spasme onderzocht heeft zal deze vaak gerichte fysiotherapie voorschrijven om de spieren te rekken. Dit rekken moet geleidelijk en langdurig gebeuren zodat de spier langer wordt en na het rekken op voldoende lengte is om te kunnen ontspannen. Het effect van een half uur rekken kan tot een dag aanhouden. Als dit rekken onvoldoende helpt zal de revalidatiearts samen met de patiënt medicamenteuze behandeling kunnen overwegen. Voor lokale spasmen wordt veelal gekozen voor gericht inspuiten van de storende spier met botulinetoxine waardoor deze wordt verzwakt. Een andere optie is permanente gerichte uitschakeling van een zenuw door injectie met een beschadigende chemische stof zoals fenol. Als het spasme meer gegeneraliseerd is, dus  meerdere extremiteiten (armen of benen) betreft, dan kan er gekozen worden om een spierverslapper zoals Baclofen voor te schrijven. Een vaak voorkomende bijwerking van dit middel is echter sufheid. Indien dit bij orale toediening niet leidt tot het gewenste resultaat kan neuromodulatie een optie zijn. Hierbij wordt de Baclofen intrathecaal (bij het ruggenmerg) toegediend via een geïmplanteerde pomp. Hierbij blijven de bijwerkingen zeer beperkt maar kan wel infectie optreden. Bij alle voorgeschreven middelen moet ook gekeken worden of de spieren niet te veel worden verslapt. Gerichte behandeling door de revalidatiearts is dus noodzakelijk. Indien deze middelen niet werken kan gekozen worden om operatief de spier te verlengen of door te snijden.